# Josef Frings
Josef Richard Frings (Neuss, 6 de febrero de 1887-Colonia, 17 de diciembre de 1978) fue un cardenal y arzobispo católico alemán.

## Biografía

### Formación
Segundo de ocho hijos, Josef nació en Neuss el 6 de febrero de 1887 de Heinrich Frings, un empresario textil y concejal comunal, y de Maria Sels. En 1916 obtuvo el doctorado en teología en la Universidad de Friburgo. 
Completó sus estudios ulteriores entre 1913 y 1915 en Roma. 

### Sacerdocio
Fue ordenado sacerdote el 10 de agosto de 1910 por el cardenal Anton Hubert Fischer, arzobispo de Colonia.
El 4 de marzo de 1937 fue nombrado rector del seminario de Colonia, mantuvo el cargo hasta el 1942. 

### Episcopado
Fue elegido arzobispo de Colonia el 1 de mayo de 1942 y fue consagrado el 21 de junio del mismo año por el arzobispo titular de Ptolemaida de Libia, Cesare Orsenigo. 

### Cardenalato
El papa Pío XII elevó a Frings al rango de cardenal en el consistorio del 18 de febrero de 1946 con el título de San Juan ante la Puerta Latina.
De 1945 a 1965 fue presidente de la Conferencia de los obispos alemanes. Participó en el cónclave de 1958 que eligió a Juan XXIII y en el cónclave de 1963 que eligió a Pablo VI. Participó muy activamente en los trabajos del Concilio Vaticano II, del cual fue uno de los mayores protagonistas; en aquellos años tuvo como consultor teológico al joven Joseph Ratzinger, futuro Papa Benedicto XVI.  En 1969, presentó su renuncia al papa Pablo VI alegando motivos de edad e hizo entrega de su cargo a Joseph Höffner, en aquel entonces obispo de Münster.

### Fallecimiento
Murió el 17 de diciembre de 1978 en Colonia (Alemania) a la edad de 91 años. Fue sepultado en la cripta arzobispal de la Catedral de Colonia.

## Honores
- Caballero Gran Cruz de la Orden Ecuestre del Santo Sepulcro de Jerusalén.
- Gran Cruz del Mérito de la Orden del Mérito de la República Federal de Alemania (1952).

## Otros proyectos
- Wikimedia Commons alberga una categoría multimedia sobre Josef Frings.